# Römerbadruine Badenweiler

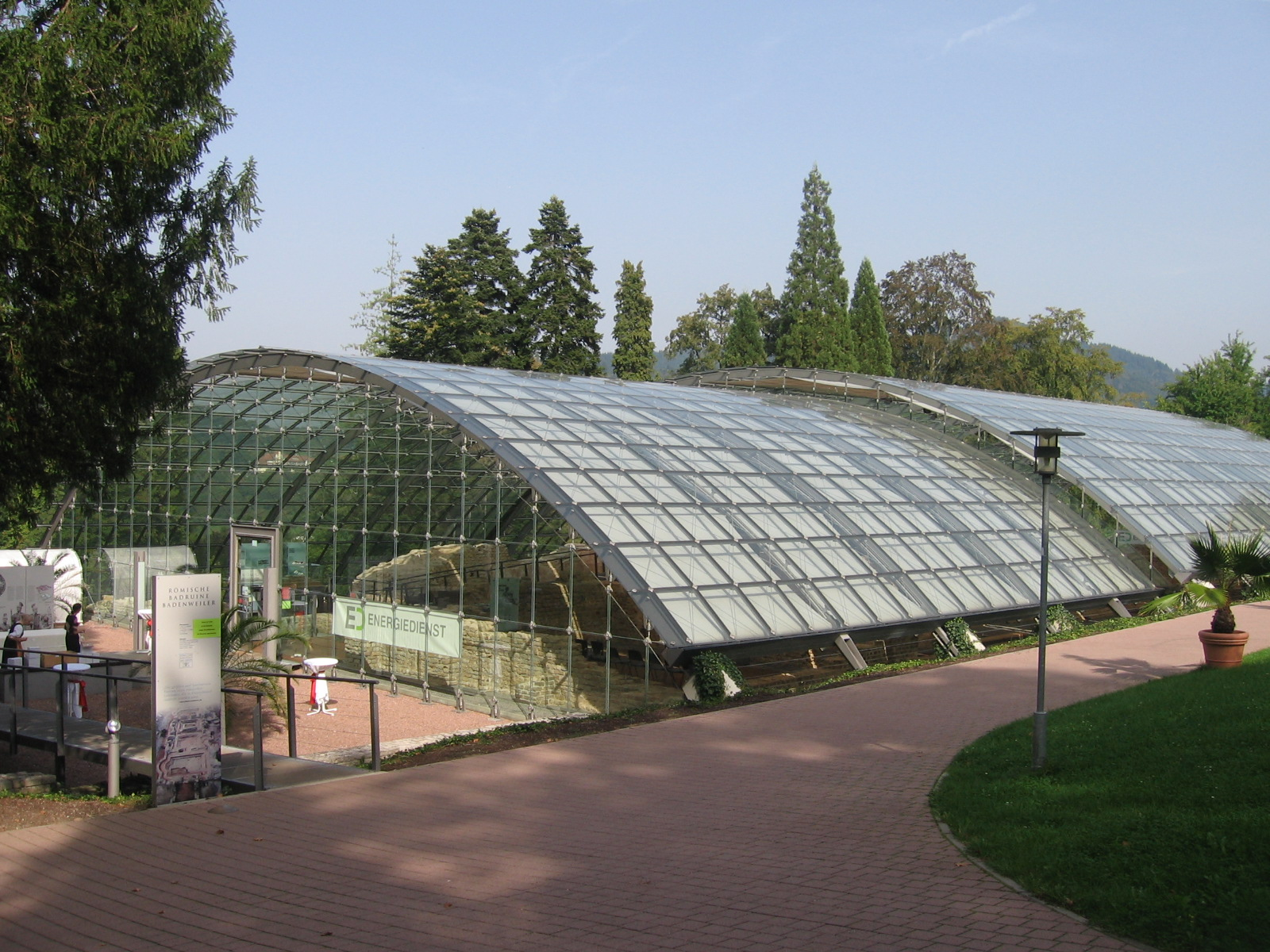
Römerbadruine Badenweiler

Die Römerbadruine Badenweiler ist eine Ruine einer römischen Therme in Badenweiler im Landkreis Breisgau-Hochschwarzwald. Sie gehört zu den ältesten Bauwerken Baden-Württembergs und gilt bis heute als eine der am besten erhaltenen Thermen nördlich der Alpen.

## Geschichte

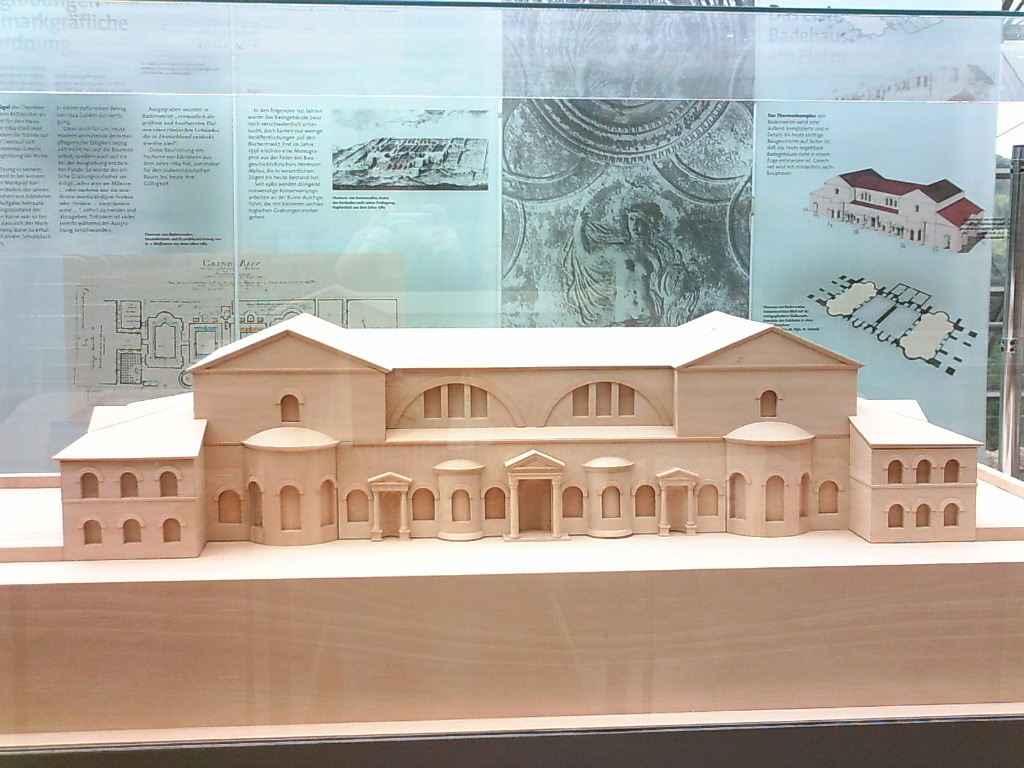
Rekonstruktion der Thermen

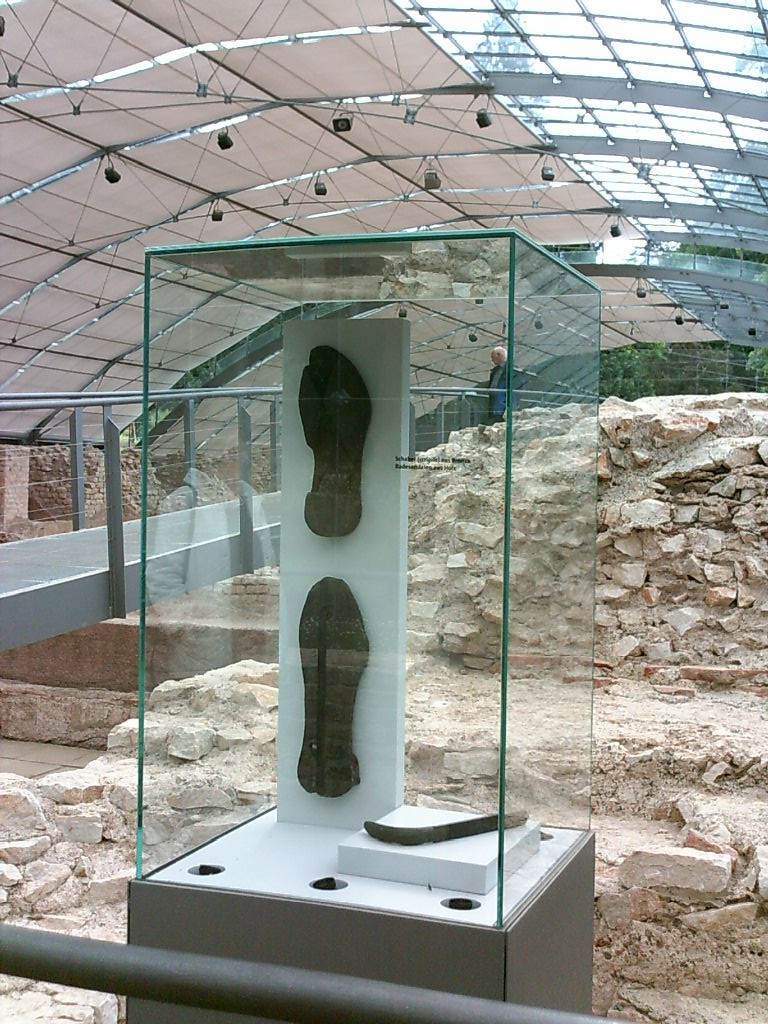
Römische Badeutensilien

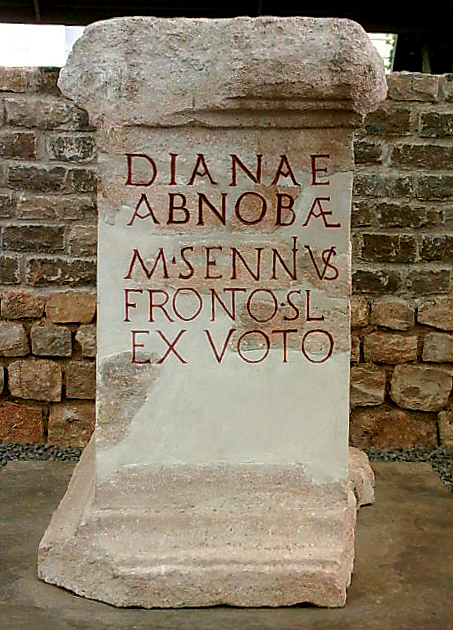
Weiheinschrift

Seit 15 v. Chr. gliederten die Römer in mehreren Etappen bis 150 n. Chr. das Gebiet des heutigen Südwestdeutschlands als Teil der Provinz Germania superior in ihr Weltreich ein. Sie brachten auch ein weit entwickeltes Badewesen mit und aus Thermalquellen, die schon in keltischer Zeit genutzt wurden, entstanden Kur- und Heilbäder. Die Quellgottheiten sollten den Kurerfolg garantieren, im Falle einer Heilung brachte man Opfer dar und errichtete dafür teils eigene Altäre. Das Römerbad in Badenweiler war der Göttin des Schwarzwaldes, Diana Abnoba, geweiht, wie vor Ort gefundene Inschriften bezeugen.
Die Thermen in Badenweiler entstanden in verschiedenen Bauphasen, mindestens sechs sind nachweisbar. Während in der ersten Hälfte des 1. Jahrhunderts n. Chr. ein kleiner Bau mit zwei Badebecken entstanden war, kamen später unter anderem Empfangs- und Umkleideräume, Schwitzräume mit Kaltwasserbecken und steinumfriedete Terrassen hinzu.
Nach dem Abzug der Römer um 260 n. Chr. endete vielerorts die antike Badekultur. Alamannische Funde in Badenweiler belegen jedoch, dass hier die Anlage zumindest noch eine Zeit lang weiterbenutzt wurde. Während einer älteren Ansicht zufolge Germanen das Bad schließlich doch zerstört hätten, wird andererseits vermutet, es könnte erst durch das schwere Basler Erdbeben von 1356 entscheidend in Mitleidenschaft gezogen worden sein.

## Forschungsgeschichte
Erst im 18. Jahrhundert interessierte man sich wieder für das Römerbad. Markgraf Karl Friedrich von Baden ließ die Ruine 1784 wieder freilegen und die Funde durch eine Reihe von Maßnahmen schützen. Ende des 19. Jahrhunderts erhielt die Ruine in der Nähe ein neues Bad, das klassizistische Marmorbad im pompejanischen Stil. In den folgenden Jahrzehnten wurde es mehrfach erweitert. Die bereits von den Römern genutzten Thermalquellen, deren wärmste eine Temperatur von 26,4 °C hat, begründeten Badenweilers Ruf als Kurort.

## Heutige Nutzung
Die Römerbadruine wurde im Jahr 2001 mit einem Schutzdach aus Stahl und Glas versehen, das seitdem vor Witterungseinflüssen schützt. Sie ist für Besichtigungen geöffnet, allerdings nicht mit Rollstühlen befahrbar. Eine Dauerausstellung bietet ein Bild römischer Badekultur. Die Römerbadruine zählt zu den landeseigenen Monumenten und wird von der Einrichtung Staatliche Schlösser und Gärten Baden-Württemberg betreut.